# Lovsjö
Lovsjö är en småort i Barnarps socken i Jönköpings kommun, ett par km söder om Barnarp.
Lovsjö ligger angränsande till Moliden som också är en mindre ort.